# Sonnenfinsternis

Sonnenkorona bei der Finsternis am 11. August 1999

Eine irdische Sonnenfinsternis (althochdeutsch tagefinstri, mittelhochdeutsch sunnenfinster) oder Eklipse (altgriechisch ἔκλειψις ékleipsis ‚Verdeckung‘, ‚Auslöschung‘) ist ein astronomisches Ereignis, bei dem die Sonne von bestimmten Gebieten auf der Erde aus gesehen durch den Mond teilweise oder ganz verdeckt wird. Der Schatten des Mondes streicht dabei über die Erde, was nur bei Neumond möglich ist.
Sonne und Mond erscheinen einem Beobachter auf der Erde mit ungefähr dem gleichen scheinbaren Durchmesser von etwa 0,5°. Bei bestimmten Konstellationen kreuzt der Mond den Weg der Sonnenstrahlen und kann die Sonnenscheibe vorübergehend vollständig abdecken. Die bei solch einer totalen Sonnenfinsternis auf die Erde fallende Spur des Kernschattens des Mondes ist höchstens einige hundert Kilometer breit. Hingegen misst der Halbschatten des Mondes – wegen der flächigen Lichtquelle Sonne ein Übergangsschatten mit fließendem Helligkeitsübergang – mehrere tausend Kilometer, so dass daneben von mehr als einem Viertel der Erdoberfläche aus eine partielle Verfinsterung der Sonne zu beobachten ist.

Totale Sonnenfinsternis (Abstands- und Größenverhältnisse nicht maßstabstreu)

Animation der totalen Sonnenfinsternis von 2006; der kleine schwarze Punkt ist der Kernschatten, der Bereich des Halbschattens ist hellgrau markiert. Dort hängt die Helligkeit vom Verfinsterungsgrad und damit vom Abstand zum Kernschatten ab.

In Mitteleuropa war die totale Sonnenfinsternis vom 8. April 2024 nicht zu beobachten, aber die partielle Sonnenfinsternis vom 29. März 2025 (siehe Abschnitt „Aktuelle Sonnenfinsternisse“).

## Geschichte

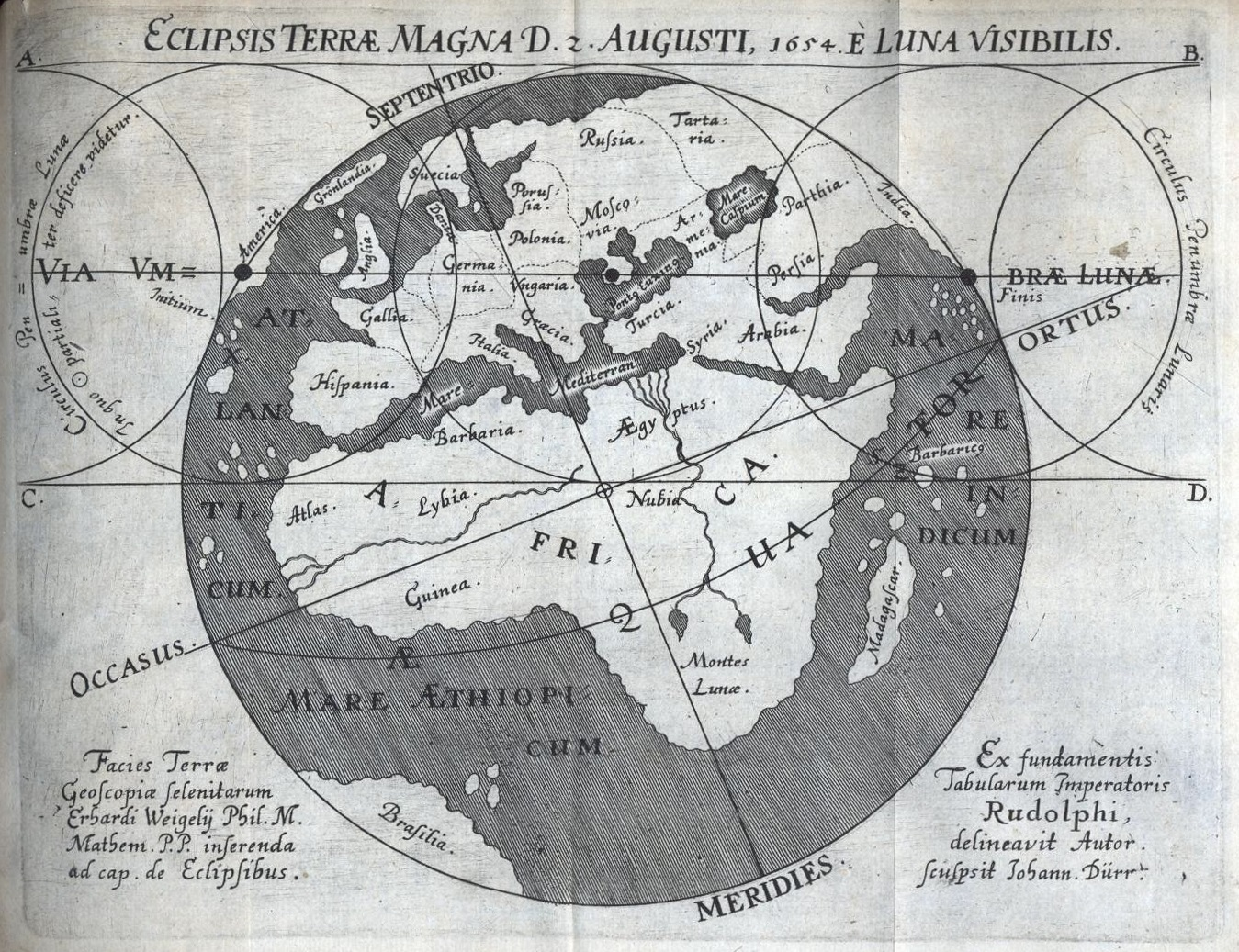
Erhard Weigel, vorausberechnete Kartendarstellung des Mondschattenverlaufs am

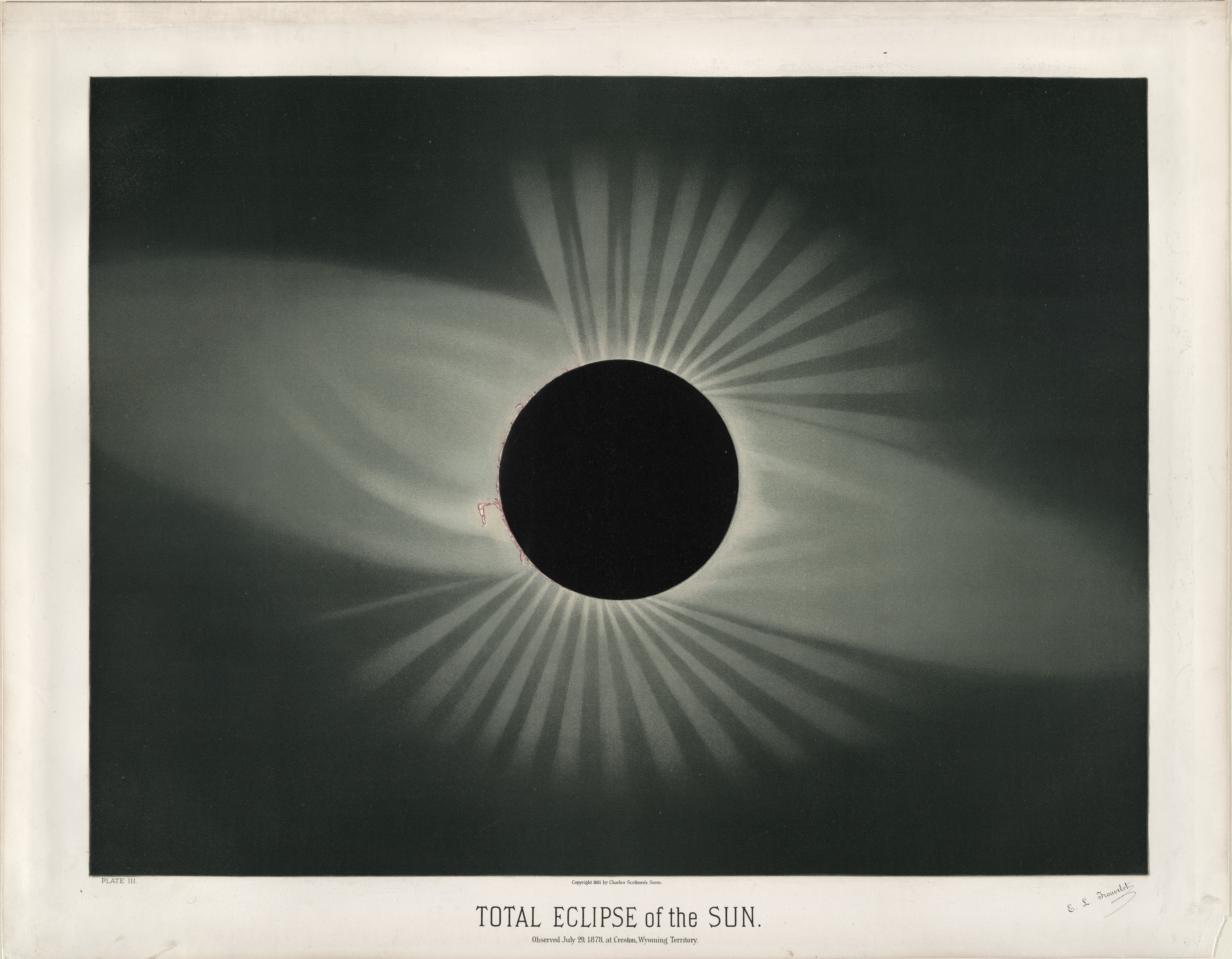
Totale Sonnenfinsternis vom 29. Juli 1878 (Zeichnung von Trouvelot, 1881)

Aus Keilschriften geht hervor, dass den Babyloniern ab etwa 800 v. Chr. schon Finsterniszyklen mit der Sarosperiode (rund 18 Jahre) bekannt waren. Motiviert waren diese erstaunlichen Forschungen unter anderem dadurch, dass Sonnenfinsternisse in der Antike und bis in die frühe Neuzeit als Unheil bringende Zeichen göttlicher Mächte galten.
Bei vielen Altorientalisten gilt ein Omen, das zumeist als Sonnenfinsternis interpretiert wird, und vom hethitischen Großkönig Muršili II. in seinem zehnten Regierungsjahr wahrgenommen wurde und u. a. in seinen Annalen beschrieben wird, als wichtiger Fixpunkt für die Chronologie des hethitischen Großreichs. Die derzeit vorherrschende Meinung identifiziert die Sonnenfinsternis des Muršilis mit einer totalen Sonnenfinsternis am 24. Juni 1312 v. Chr., die über dem nördlichen Anatolien gut zu beobachten war.
Bekannt ist etwa die von Herodot überlieferte Anekdote, wonach Thales für die Zeit eines Krieges zwischen den Medern und den Lydern eine Sonnenfinsternis vorausgesagt habe. Als diese tatsächlich eintrat, hätten die Gegner den Kampf erschreckt beendet und Frieden geschlossen. Dabei könnte es sich um die Sonnenfinsternis vom 28. Mai 585 v. Chr. handeln, einige Argumente sprechen jedoch auch für die Sonnenfinsternis vom 16. März 581 v. Chr. Weitere Berichte über Sonnenfinsternisse der Antike liegen insbesondere für eine Sonnenfinsternis im August 310 v. Chr. vor, die von der Flotte des Agathokles von Syrakus auf ihrem Feldzug gegen Karthago beobachtet wurde, sowie für eine Finsternis im April 136 v. Chr., die in Mesopotamien beobachtet wurde. Auch aus China sind entsprechende Finsternisbeobachtungen überliefert. Inwieweit antike Astronomen Sonnenfinsternisse tatsächlich vorhersagen konnten, ist in der Forschung umstritten. Der antike Mechanismus von Antikythera, ein Gebilde von Zahnrädern wahrscheinlich aus dem 2. oder 1. Jahrhundert v. Chr., kann als Kalendarium angesehen werden, das analogrechnend unter anderem auch die Vorhersage von Sonnen- und Mondfinsternissen erlaubte.
Die rund dreistündige Finsternis bei der Kreuzigung Jesu, von der in der Bibel im Neuen Testament berichtet wird, kann keine Sonnenfinsternis im hier behandelten Sinne gewesen sein. Denn alle vier Evangelien stimmen darin überein, dass Jesus am 14. oder 15. des jüdischen Monats Nisan gekreuzigt wurde; zu diesem Termin aber ist eine Sonnenfinsternis unmöglich, da im jüdischen Kalender um die Monatsmitte Vollmond war, nicht der für eine Sonnenfinsternis erforderliche Neumond. Dagegen beschreibt das Alte Testament beim Auszug der Juden aus Ägypten, dass eine Sonnenfinsternis eine wichtige Rolle gespielt haben muss.(2 Mos 10,21 )
Manche Kulturen schrieben Sonnenfinsternissen eine religiöse Bedeutung zu, etwa im alten China oder in der Chimú-Kultur (Peru, 1250–1475). Für die Chimús war die wichtigste Gottheit der Mond, weil er die Sonne verdecken konnte, was stets Anlass für große Feste war.
Die in der Antike begonnene wissenschaftliche Behandlung von Sonnenfinsternissen rückte erst mit der Etablierung des heliozentrischen Weltbildes durch Kopernikus und Kepler wieder in das Blickfeld der Forscher. Erhard Weigel legte 1654 eine detaillierte Vorausberechnung der Sonnenfinsternis am 2. Augustjul. / 12. August 1654greg. vor. Edmond Halley sagte die totale Sonnenfinsternis vom 3. Mai 1715 vorher und gab auch den Verlauf der Totalitätszone in Großbritannien an. Er versuchte mit seinen Kenntnissen der Bahnbewegung von Sonne und Mond auch, Finsternisse in der Vergangenheit zu erforschen. Dabei stieß er auf unerwartete Widersprüche – totale Sonnenfinsternisse, die tatsächlich im östlichen Mittelmeer beobachtet worden waren, hätten Halleys Berechnungen zufolge in Spanien stattfinden müssen. Dieser Widerspruch ließ sich schließlich durch eine zunehmende Verlangsamung der Erdumdrehungen erklären: Die Tageslänge nimmt pro Jahr durchschnittlich um rund 17 Mikrosekunden zu. Über die Jahrhunderte summiert sich dieser Effekt, sodass er für die Berechnung historischer Finsternisse berücksichtigt werden muss.
Seit Mitte des 19. Jahrhunderts begannen die astronomischen Gesellschaften einiger industrialisierter Nationen, Expeditionen in entferntere Erdteile zur Beobachtung von Sonnenfinsternissen zu organisieren. Dabei stand vor allem die Beobachtung der Korona im Zentrum des Interesses. Die totale Sonnenfinsternis vom 29. Mai 1919, wie sie auf der afrikanischen Insel Príncipe von einer Expedition unter der Leitung von Arthur Stanley Eddington beobachtet werden konnte, gewann besondere Aufmerksamkeit im Zusammenhang mit der wenige Jahre zuvor von Albert Einstein entwickelten Relativitätstheorie, die unter anderem die Ablenkung des Lichts ferner Sterne durch das Gravitationsfeld der Sonne vorhersagte, – was durch die Beobachtungen bestätigt wurde.
Die Erwähnung einer Sonnenfinsternis in antiken Texten kann wichtige chronologische Fixpunkte liefern. So ist die Sonnenfinsternis vom 15. Juni 763 v. Chr. in der assyrischen Eponymenliste des Bur-Saggile (Statthalter von Guzana) verzeichnet, was ermöglicht, diese Liste in unserem Kalender zu verankern.

## Grundlagen einer Sonnenfinsternis

Sonnenfinsternis bei Neumond in den Positionen 0., 6., …

Damit es zu einer Sonnenfinsternis kommt, müssen Sonne, Mond und Erde auf einer Linie stehen. Da die Mondbahn gegen die Ekliptikebene geneigt ist (um etwa 5°), tritt dies nicht jedes Mal zu Neumond ein, sondern nur, wenn der Mond sich dann auch nahe einem der zwei Schnittpunkte von Mondbahn und Ekliptikebene befindet. Bis wieder einer dieser beiden Mondknoten die Sonne passiert, braucht es ein halbes Finsternisjahr (173,31 Tage).
Der scheinbare Durchmesser des Mondes kann bei vielen zentralen Finsternissen – wenn also die Mitte der Mondscheibe über den Sonnenmittelpunkt zieht – hinreichen, die Sonne vollständig zu bedecken, sodass eine totale Sonnenfinsternis zu beobachten ist. Da die Umlaufbahn der Erde um die Sonne, wie auch die des Mondes um die Erde, leicht elliptisch ist, sind die Entfernungen von Sonne und Mond zu Erde veränderlich. Es kommt so auch vor, dass die Mondscheibe relativ zur Sonnenscheibe zu klein ist, um sie ganz zu bedecken. Dann kann ein dünner Ring der Sonnenscheibe um den Mond herum sichtbar bleiben, bei einer ringförmigen Sonnenfinsternis.
Geht über einen Beobachter beziehungsweise einen Ort auf der Erde nicht der Kernschatten des Mondes hinweg, aber sein Halbschatten, so wird von einer partiellen Sonnenfinsternis gesprochen. Diese ist regional bezogen häufiger zu beobachten als eine totale Sonnenfinsternis, weil die Spur des Kernschattens auf der Erdoberfläche nicht breit ist, äquatornah maximal weniger als 300 km.
Da Sonne, Mond und Erde keine punktförmigen Gebilde sind, können Sonnenfinsternisse auch noch in einem gewissen Abstand zum Mondknoten stattfinden, dem sogenannten Finsternis-Limit; beidseits knapp 17° gemessen als ekliptikaler Winkel beträgt dieser Bereich für Finsternisse, die durch den auf die Erde – bezogen als ganze – geworfenen Halbschatten des Mondes entstehen können. So kann gelegentlich – im Wechsel einer Reihe des Semesterzyklus von 8 bis 10 halben Jahren zur folgenden – nach einer partiellen Sonnenfinsternis schon etwa einen Monat später die nächste Sonnenfinsternis eintreten. Der Finsternisbereich für totale Sonnenfinsternisse jedoch hat nur eine Knotendistanz von rund ± 10,6° beziehungsweise beträgt etwa 22 Tage; so kann denn einer totalen nicht schon eine Lunation (durchschnittlich 29,53 Tage) später wieder eine Finsternis der Sonne folgen, wohl aber nach etwa einer halben Lunation eine Mondfinsternis. In jedem Kalenderjahr gibt es mindestens zwei, maximal aber fünf Sonnenfinsternisse.

## Arten von Sonnenfinsternissen
Bezogen auf die Erde als ganze und ihre Stellung im Raum werden Sonnenfinsternisse unterschieden nach Lage der Achse des Mondschattens in zentrale, bei denen diese durch die Erde geht, und in partielle, bei denen die Schattenachse an der Erde vorbeistreicht.
Eine Finsternis, bei der die Erde ausschließlich vom Halbschatten des Mondes erreicht wird, heißt in diesem Sinn eine partielle Sonnenfinsternis. Solche Finsternisse treten in Gebieten in Nähe der beiden Erdpole auf.
Finsternisse, bei denen die Achse des Mondschattens die Erde kreuzt, bezeichnet man als zentrale Finsternisse. Bei diesen werden totale, ringförmige und hybride als drei Formen unterschieden danach, ob und wie der kegelförmige Kernschatten die Erdoberfläche erreicht.
Als Sonderfall können nichtzentrale totale oder ringförmige Finsternisse auftreten, bei denen die Achse des Mondschattens die Erde sehr knapp verfehlt, aber Teile der Erdoberfläche Totalität oder exzentrische Ringförmigkeit erleben können.

### Totale Sonnenfinsternis
Bei einer totalen Sonnenfinsternis ist der scheinbare Durchmesser des Mondes größer als derjenige der Sonne, so dass der Mond die Sonne vollständig verdeckt. Die Beobachtung einer solchen Finsternis ist deshalb von besonderem Interesse, weil nur bei diesem Typ auch die Sonnenkorona visuell sichtbar wird, die sonst vom hellen Licht der Sonne überstrahlt wird.
Da der scheinbare Durchmesser des Mondes selbst bei günstigster Konstellation den der Sonne nur unwesentlich übertrifft, ist die Totalitätszone mit max. 273 km relativ schmal. Die Dauer der Totalität an einem Ort wird außer von den Größenverhältnissen zwischen Sonne und Mond auch von der Bahngeschwindigkeit des Mondes und von der Geschwindigkeit der Erdrotation bestimmt. Dabei dauert die Totalität tendenziell im Bereich des Äquators am längsten, da dort die Erdoberfläche am schnellsten dem forteilenden Mondschatten nachläuft und auch eine geringere Entfernung zum Mond hat, womit der Kernschatten tendenziell größer ist. Die längste totale Sonnenfinsternis zwischen 1.999 v. Chr. und 3.000 n. Chr. findet mit 7:29 Minuten am 16. Juli 2186 statt.

### Ringförmige Sonnenfinsternis

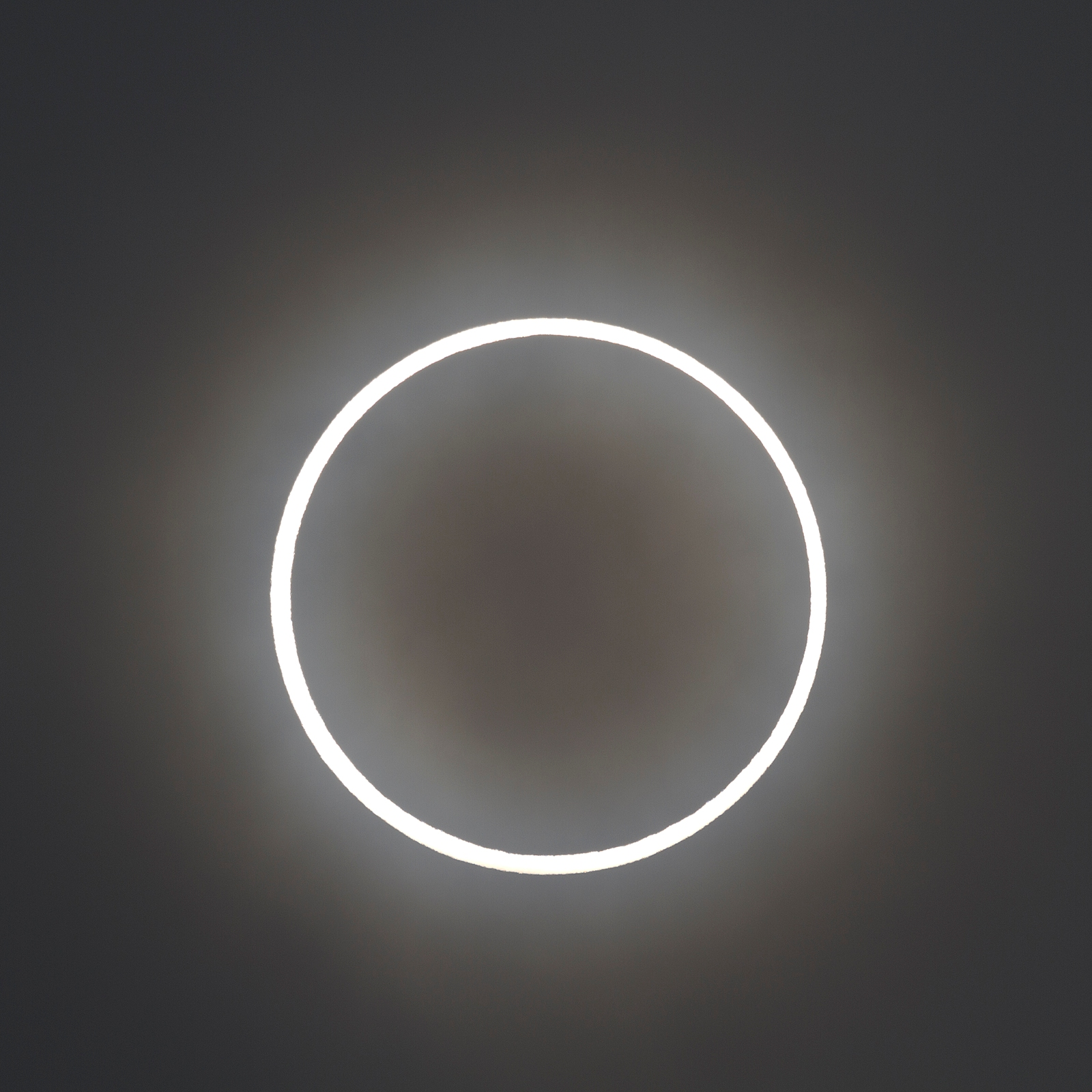
Ringförmige Sonnenfinsternis bei Kashima, Japan, 21. Mai 2012

Wenn aufgrund der elliptischen Umlaufbahnen der Erde um die Sonne und des Mondes um die Erde der scheinbare Durchmesser der Sonne den des Mondes übertrifft, bleibt der äußere Rand der Sonne bei einer Finsternis sichtbar. Sie wird deshalb auch ringförmige, annulare oder Feuerkranz-Sonnenfinsternis genannt. Der Kernschatten des Mondes erreicht dabei nicht die Erdoberfläche. Eine Sonnenkorona ist dann nicht erkennbar, weil sie vom sichtbar bleibenden Teil der Sonne überstrahlt wird.
Eine ringförmige Phase kann länger dauern als eine totale Phase. Das liegt daran, dass die bei einer ringförmigen Finsternis kleinere Mondscheibe einen längeren Weg zurückzulegen hat, bis sie an der Sonnenscheibe vorbei ist. Zudem ist die Bahngeschwindigkeit des Mondes wegen seines größeren Abstandes von der Erde kleiner (2. Keplersches Gesetz). Theoretisch kann die ringförmige Phase gegenwärtig etwa 12,5 Minuten erreichen.

### Hybride Sonnenfinsternis

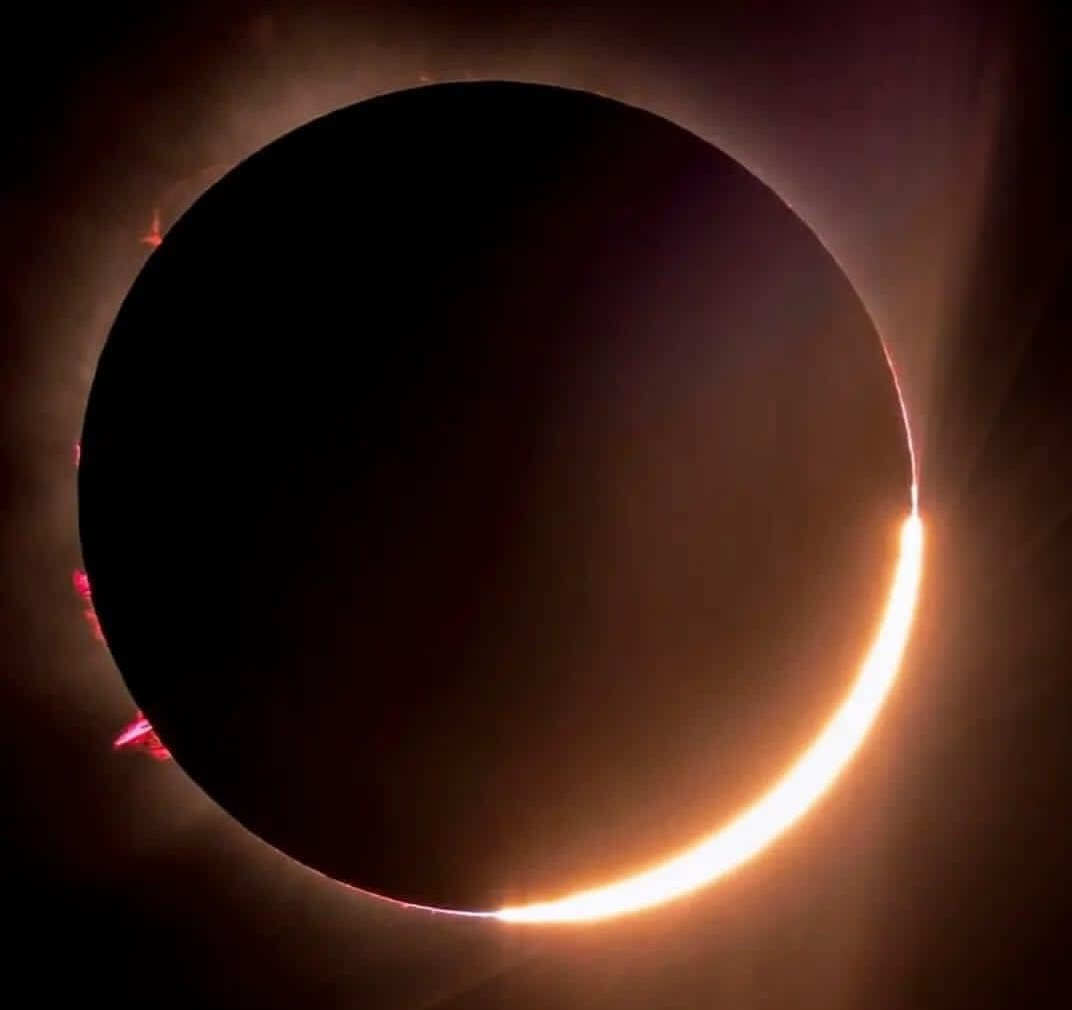
Hybride Sonnenfinsternis in Osttimor (2023)

Bei einer hybriden Sonnenfinsternis – auch ringförmig-totale Finsternis genannt – ist der Mond so weit von der Erde entfernt, dass sein Kernschatten nur ein begrenztes Gebiet der Erdoberfläche erreicht, das ihm aufgrund der Kugelgestalt der Erde am nächsten ist. Dort ist kurzzeitig eine totale Sonnenfinsternis zu beobachten. Zeitlich davor und danach endet der Kernschatten schon vor dem Erreichen der Erdoberfläche; in den an die Totalitätszone angrenzenden Gebieten ist daher nur eine partielle Finsternis zu beobachten. Eine hybride Sonnenfinsternis beginnt und endet bei ihrem Weg über die Erde somit (meistens) als ringförmige Finsternis und ist dazwischen nur auf einem begrenzten Stück total. Am Ort des Übergangs sind beide Phasen je für einen winzigen Augenblick beobachtbar.
Diese Form der Sonnenfinsternis ist selten und macht in den langjährigen Aufstellungen nur ca. 1 % aller Fälle aus. Ein Beispiel ist die Finsternis vom 8. April 2005. Im Maximum war die Totalitätszone im östlichen Pazifik vor Costa Rica und Panama nur 27 Kilometer breit, die Totalitätsdauer betrug nur 42 Sekunden. Die letzte derartige Finsternis fand am 20. April 2023 nördlich von Australien statt; zur nächsten wird es am 14. November 2031 über dem amerikanischen Kontinent kommen.

### Partielle Sonnenfinsternis
Die meisten Beobachter einer zentralen Finsternis befinden sich seitlich außerhalb des zentralen Streifens. Die wesentlich breiteren Seitenstreifen liegen nur im Halbschatten des Mondes und Beobachter sehen dort nur eine partiell verfinsterte Sonne. Auch die Beobachter einer totalen Sonnenfinsternis im zentralen Streifen erleben vor und nach der Totalität während längerer Zeit nur den Halbschatten.
Begrifflich muss also die auf die Erde bezogene partielle Finsternis abgesetzt werden von einer nach Ort und Zeit auf bestimmte Regionen bezogenen Beobachtung einer partiell verfinsterten Sonne.
Der durch eine partielle Verfinsterung der Sonne verursachte Helligkeitsabfall ist nur bei sehr großem Bedeckungsgrad deutlich wahrnehmbar.
In einem astronomischen Kanon der Sonnenfinsternisse werden nur partielle Sonnenfinsternisse, die in den polaren Gebieten der Erde auftreten, als solche bezeichnet.

Partielle Sonnenfinsternis
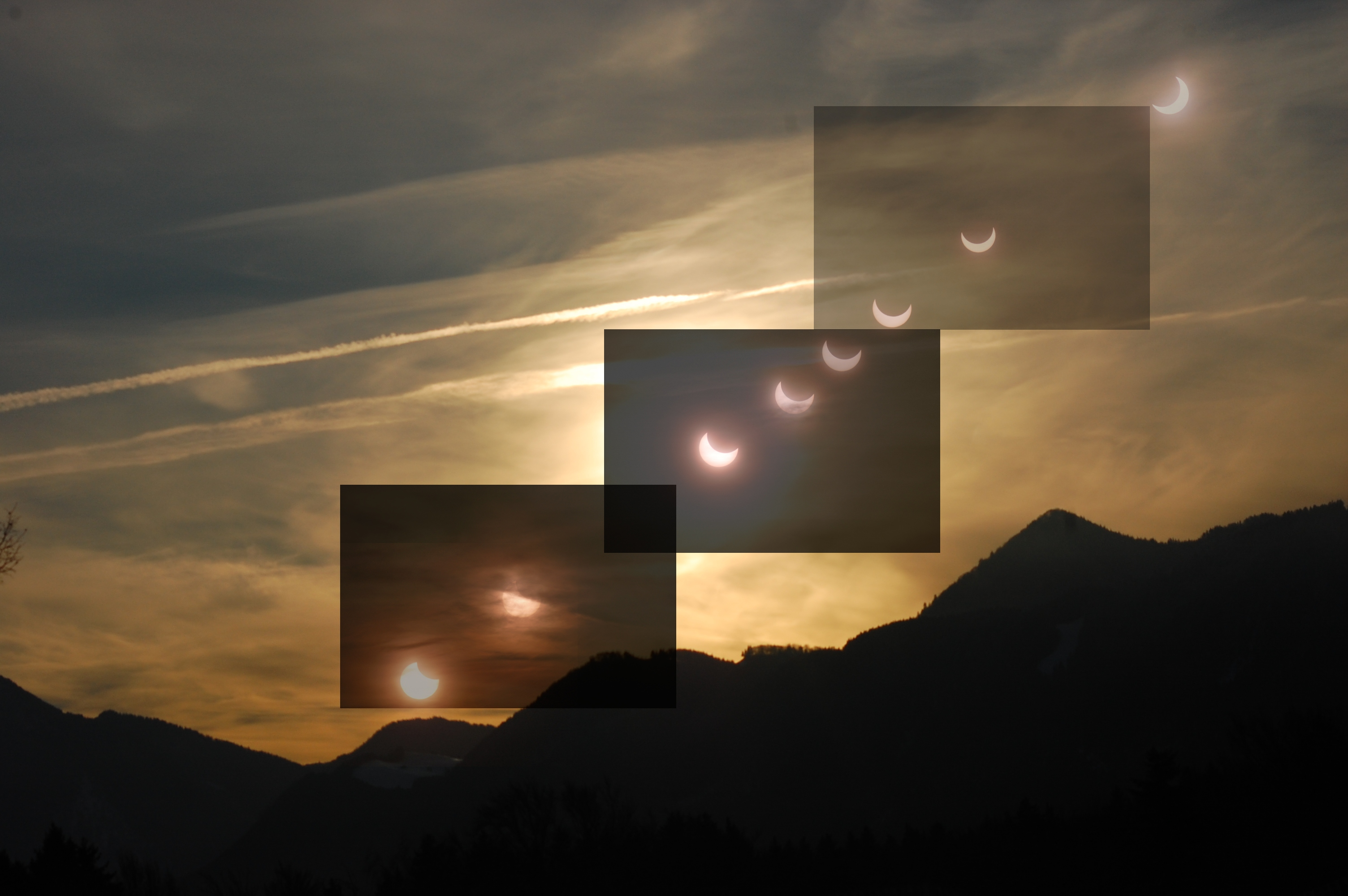
Partielle Sonnenfinsternis nach Sonnenaufgang am 4. Januar 2011, Fotomontage des Verlaufs zwischen Anfang etwa bei Sonnenaufgang und etwa der Finsternismitte.
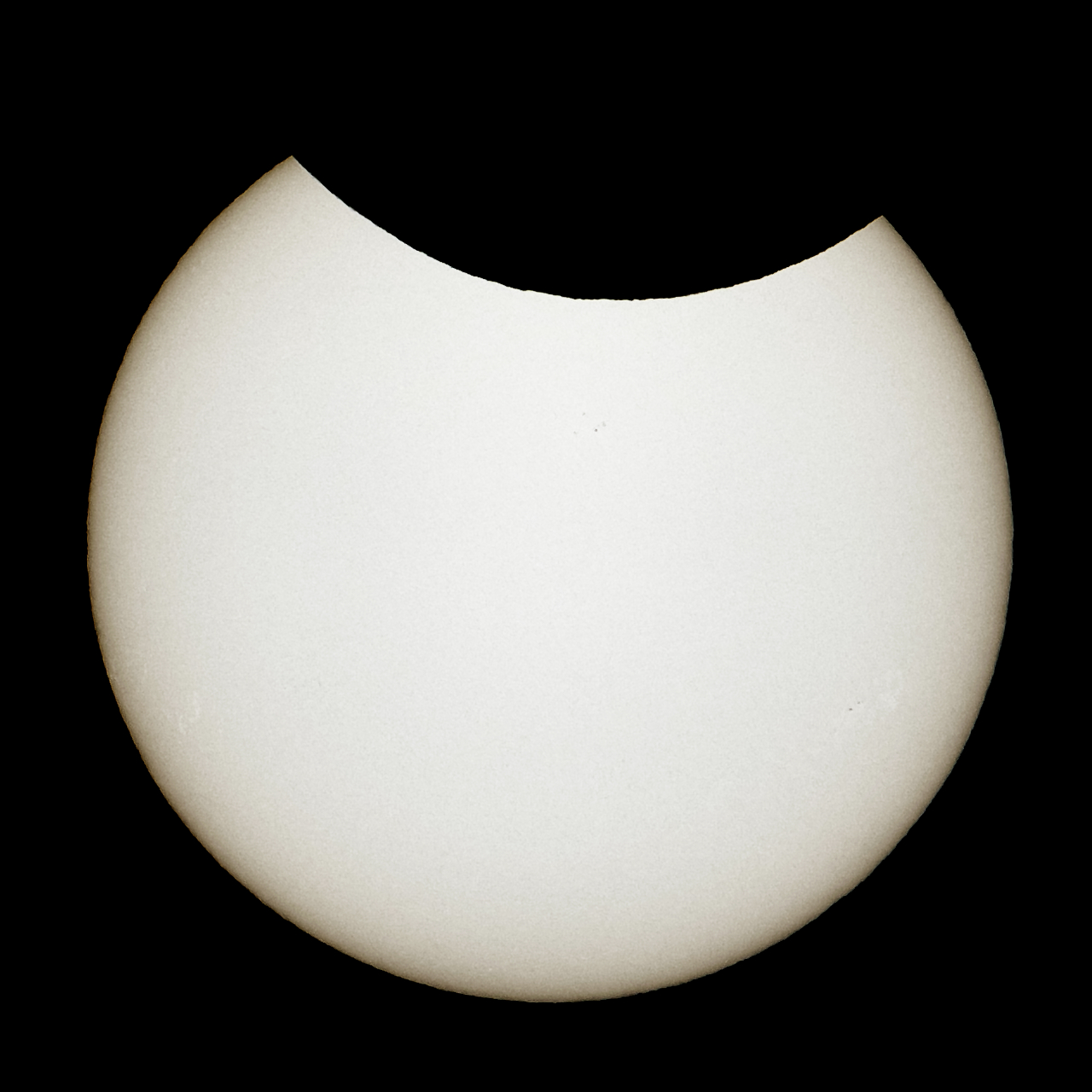
Partielle Sonnenfinsternis am 10. Juni 2021 in Berlin während der maximalen Bedeckung mit einem entsprechenden Verfinsterungsgrad von rund 24 Prozent. Aufgenommen mit Neutraldichtefilter mit zehn Blendenstufen Lichtreduktion.

### Nichtzentrale totale oder ringförmige Sonnenfinsternis
Verfehlt die Achse des Mondschattens die Erde sehr knapp, so dass bei einer totalen Finsternis Teile des Mondschattens die Erdoberfläche erreichen, bzw. bei einer ringförmigen Finsternis der gesamte Mond innerhalb der Sonnenscheibe, aber nirgends zentriert, zu sehen ist, spricht man von einer nichtzentralen totalen oder ringförmigen Sonnenfinsternis. Finsternisse dieser Art sind selten – sie machen nur 1,3 % aller Finsternisse aus. Wie partielle Finsternisse treten sie nur in der Nähe der Erdpole auf. Die einzige nichtzentrale totale Finsternis im 21. Jahrhundert ist die Sonnenfinsternis vom 9. April 2043.

## Kennwerte einer Sonnenfinsternis
Die quantitative Kennzeichnung ist vor allem bei zentralen Finsternissen sehr ausgeprägt. Man verwendet zu diesem Zweck mehrere verschiedene Kenngrößen.

### Kontakte

Das Maximum einer zentralen Finsternis liegt zwischen 2. und 3. der vier Kontakte und kann total oder ringförmig sein

Neben dem Moment des Maximums hat jede Sonnenfinsternis an jedem Beobachtungsort vier weitere charakteristische Momente, die sogenannten vier Kontakte:
1. Kontakt: Der Neumond berührt erstmals die Sonnenscheibe. Es beginnt die partielle Phase.
2. Kontakt: Der Neumond bedeckt vollständig die Sonnenscheibe (totale Finsternis) oder befindet sich vollständig vor der Sonnenscheibe (ringförmige Finsternis). Es beginnt die totale bzw. ringförmige Phase.
3. Kontakt: Der Neumond gibt wieder Teile der Sonnenscheibe frei (totale Finsternis) oder befindet sich nicht mehr vollständig vor der Sonnenscheibe (ringförmige Finsternis). Es wird wieder zur partiellen Phase gewechselt.
4. Kontakt: Der Neumond berührt letztmals die Sonnenscheibe, danach ist die Finsternis beendet.

In einschlägigen Tabellenwerken wird die Zeit jedes Kontaktes angegeben. Oft ist die Richtung der relativen Bewegung zwischen Mond und Sonne, zum Beispiel bezüglich des Horizontes, vermerkt. Für den Moment des Maximums wird noch der Höhenwinkel der Sonne angegeben.

### Bedeckungsgrad und Größe

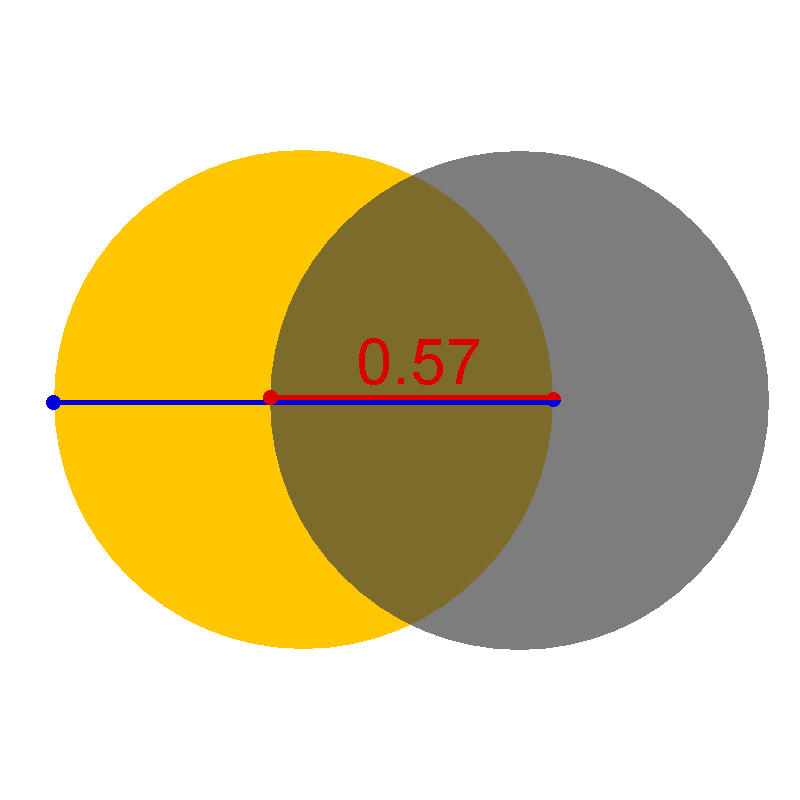
Größe einer partiellen Sonnenfinsternis

Sowohl für die partiellen als auch für die verschiedenen totalen Phasen lässt sich das Ausmaß der Verfinsterung durch den Bedeckungsgrad oder durch die Größe beschreiben. Das gilt auch bei „rein“ partiellen Finsternissen.
- Der Bedeckungsgrad ist das Verhältnis zwischen der vom Mond bedeckten und der gesamten Fläche der Sonnenscheibe, die Angabe erfolgt in Prozent. Bei einer totalen Finsternis erreicht der Bedeckungsgrad überall innerhalb der Totalitätszone das Maximum von 100 %, bei einer ringförmigen bleibt der Wert kleiner als 100 %.
- Die Größe (auch Magnitude) ist nach der üblichen Definition bei einer partiellen Finsternis der Anteil des vom Mond bedeckten Sonnendurchmessers (Wert kleiner als 1). Bei einer totalen oder einer ringförmigen Finsternis ist die Größe das Verhältnis zwischen Mond- und Sonnendurchmesser. Der Wert ist etwas größer als 1 (total) beziehungsweise knapp kleiner als 1 (ringförmig). Eine alternative, im Hauptartikel Größe einer Sonnenfinsternis genannte Definition ist einheitlich, das heißt bei allen Arten von Finsternissen anwendbar.

Während des Verlaufs einer Finsternis nehmen Bedeckungsgrad und Größe langsam zu, erreichen Maximalwerte und nehmen wieder ab. In einschlägigen Tabellenwerken werden außer den generellen Maximalwerten auch die an einem Beobachtungsort maximal erreichbaren Werte angegeben.

### Gamma-Wert

Gamma-Wert einer Sonnenfinsternis

Der Gamma-Wert (Formelzeichen: γ) stellt bei einer Sonnenfinsternis den geringsten Abstand der Schattenachse des Mondes vom Erdmittelpunkt in Einheiten des Äquatorradius dar. Damit wird annähernd angegeben, in welchen Breiten der Erde die Zentrallinie verläuft.
Der Wert ist negativ, wenn die Schattenachse den Erdmittelpunkt südlich passiert. Für |γ| < 0,9972 gibt es auf der Erdoberfläche eine Zentrallinie, wo die Finsternis zentral ist (total oder ringförmig). Partielle Sonnenfinsternisse treten bis zu |γ| = 1,55 auf.

## Ort und Art einer Finsternis
Die folgende Tabelle zeigt beispielhaft alle Sonnenfinsternisse zwischen April 2311 und März 2315. Neun (−4 bis +4) in einem Zeitraum von etwa vier Jahren stattfindende Finsternisse bilden den natürlichen Semester-Zyklus. Alle anderen Formen von Finsterniszyklen sind durch Auswahl gewonnene Zyklen, bei denen längere Reihen gebildet werden, indem Finsternisereignisse übersprungen werden, und die Änderung der Knotendistanz von Finsternis zu Finsternis geringer ist.
| Nr. | Breite | Typ | Datum              | Typ | Breite | Gamma  | Größe |
| --- | ------ | --- | ------------------ | --- | ------ | ------ | ----- |
| −4  |        |     | 19. April 2311     | P   | 71° N  | −1,41  | 0,25  |
| ve1 | 69° S  | P   | 19. Mai 2311       |     |        |        |       |
| −3  |        |     | 13. Oktober 2311   | P   | 72° S  | −1,38  | 0,30  |
| ve2 | 70° N  | P   | 11. November 2311  |     |        |        |       |
| −2  |        |     | 7. April 2312      | A   | 51° N  | −0,72  | 0,93  |
| −1  |        |     | 1. Oktober 2312    | T   | 44° S  | −0,68  | 1,06  |
| 0   |        |     | 27. März 2313      | A   | 2,6° N | −0,001 | 0,95  |
| 1   |        |     | 21. September 2313 | T   | 3,0° N | −0,04  | 1,02  |
| 2   |        |     | 17. März 2314      | A   | 55° S  | −0,72  | 0,99  |
| 3   |        |     | 10. September 2314 | A   | 57° N  | −0,82  | 0,97  |
| na  | 70° N  | P   | 5. Februar 2315    |     |        |        |       |
| 4   |        |     | 6. März 2315       | P   | 72° S  | −1,37  | 0,32  |

1. 1 2  P: partiell, A: ringförmig, T: total

Die Himmels-Bilder einer solchen Finsternis-Reihe sind relativ zueinander und relativ zu den beiden übereinander gezeichneten Mondknoten in unten stehender Grafik enthalten. Die mittlere Finsternis findet (theoretisch) genau im (absteigenden) Knoten statt: Gamma = 0. Wenn zudem noch Tag-Nacht-Gleiche ist, liegt ihr Maximum auf dem Äquator. Die nachfolgenden (+) beziehungsweise vorangehenden (−) Finsternisse finden im Wechsel nach; beziehungsweise vor; der Knotenpassage statt. Je größer die Knotendistanz ist, umso größer ist ihr Abstand vom Äquator. Zunächst erscheinen sie noch als zentrale Finsternisse (1 und 2). Wird die Mond-Parallaxe beziehungsweise das Finsternis-Limit für zentrale Finsternisse überschritten, handelt es sich nur noch um partielle Finsternisse (3 und 4), die von den Polkappen aus beobachtbar sind. Anschließend wird auch das Finsternislimit für partielle Finsternisse überschritten, der Semester-Zyklus endet. Vor seinem Ende hat aber bereits der nächste Zyklus auf der anderen Seite des Knotens begonnen (na), und erst nach seinem Anfang hatte der vorangehende Zyklus geendet (ve).

Semester-Zyklus aus neun Finsternissen (−4 bis +4)

Abweichungen zwischen Tabelle und Grafik sind „natürlich“, denn eine solch allgemein gültige Grafik lässt sich nur mit Mittelwerten der zu Grunde liegenden streuenden astronomischen Größen erstellen.

## Örtlicher Verlauf einer Finsternis

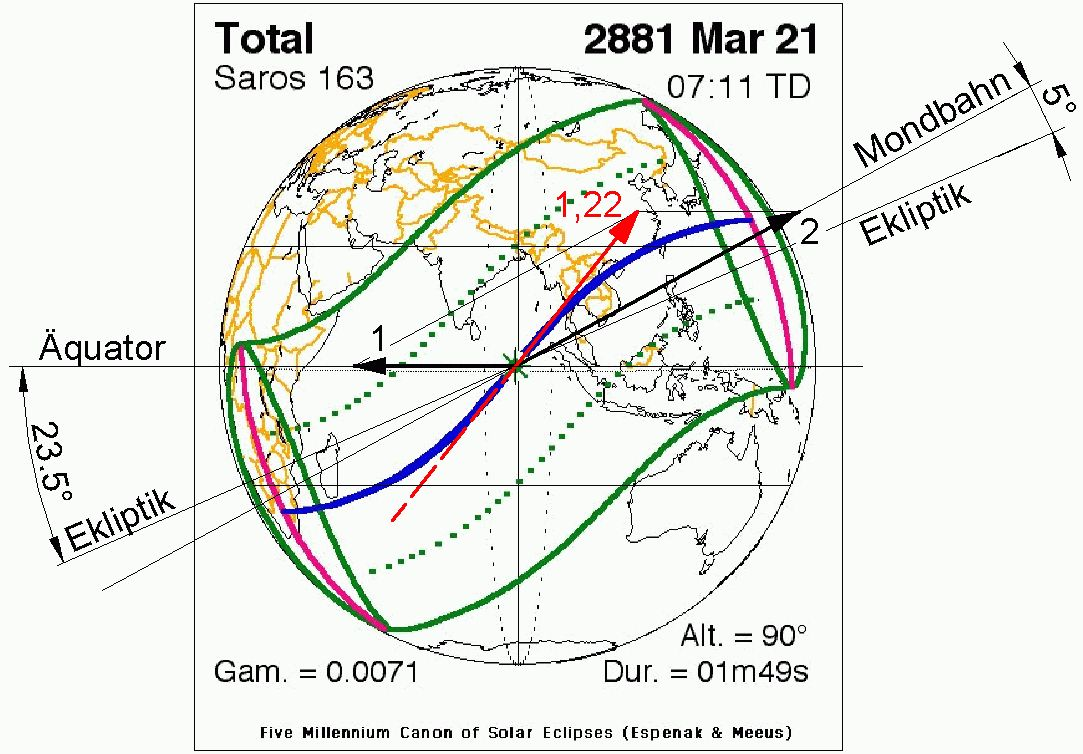
Sonnenfinsternis zum Frühlings-Äquinoktium: Maximum auf dem Äquator

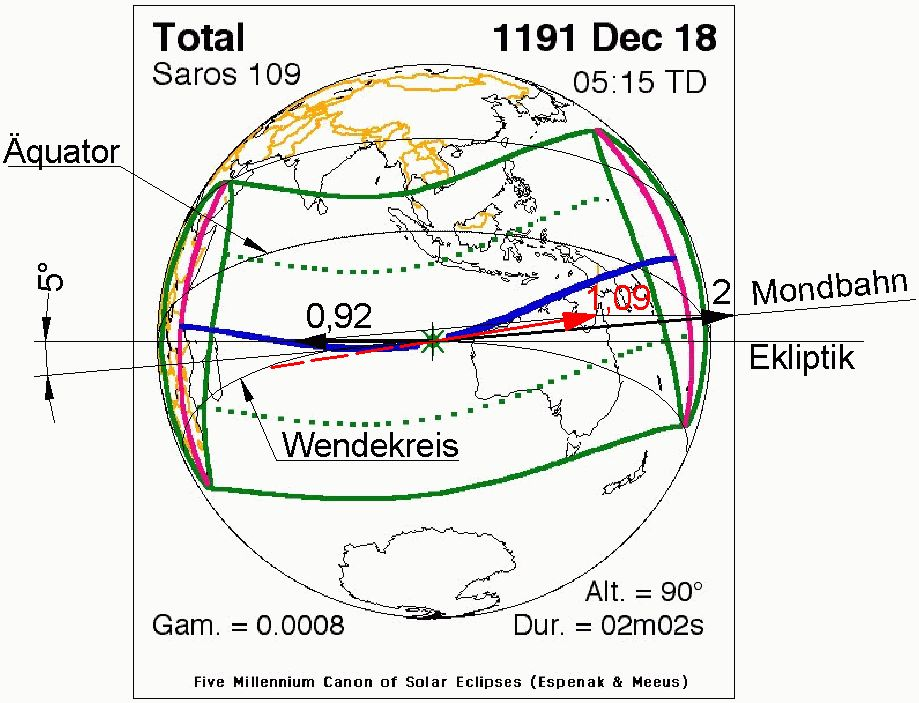
Sonnenfinsternis zur Winter-Sonnenwende: Maximum auf einem Wendekreis

Bei der Berechnung einer Finsternis geht es im Wesentlichen um die Ermittlung der globalen Sichtbarkeitsbereiche und Größen der Finsternis sowie der lokalen Kontaktzeiten unter Berücksichtigung der scheinbaren Sonnen- und Mondgrößen. Primär ist die Schnittkurve des Mondschattenkegels mit der Erdoberfläche zu bestimmen. Diese anspruchsvolle Aufgabe wird mit Hilfe der von Friedrich Wilhelm Bessel entwickelten Methode gelöst.
Für seltene Fälle lassen sich aber auf einfache Weise Richtung und Geschwindigkeit der Schattenbahn für den Moment des Maximums angeben (genaugenommen handelt es sich dabei nicht um eine echte physikalische Geschwindigkeit, sondern um einen Projektionseffekt). In den beiden Abbildungen sind Finsternisse mit Gamma ungefähr Null ausgewählt. Das Verhältnis zwischen der Geschwindigkeit des Mondschattens und der Rotationsgeschwindigkeit der Erde am Äquator ist näherungsweise mit 2:1 angenommen (schwarze Pfeile). Die vektorielle Addition ergibt die Richtung und die Geschwindigkeit der Schattenbahn des Mondes am Ort der maximalen Finsternis relativ zur Erdoberfläche (rote Pfeile). Die Ergebnisse bestätigen die von der NASA vorgegebenen Richtungen (blaue Linien) an diesen Orten. Der Ort der maximalen Finsternis befindet sich im zweiten Beispiel auf dem südlichen Wendekreis. Dort ist die Umfangsgeschwindigkeit an der Erdoberfläche kleiner als am Äquator (Faktor = cos 23,44° ≈ 0,92).
Die Berechnung des Verlaufs einer in der Zukunft liegenden Sonnenfinsternis auf der Erdoberfläche beinhaltet mit zunehmender zeitlicher Distanz eine immer größere Unsicherheit. Das liegt daran, dass die Erdrotation nicht konstant ist. Durch Gezeitenreibung wird die Rotationsgeschwindigkeit der Erde permanent verringert, so dass die Tage im Mittel um 17 µs pro Jahr länger werden. Diese kleinsten Zeitintervalle addieren sich auf und werden in unregelmäßigen Abständen in Form von Schaltsekunden korrigiert. Die Anzahl der Schaltsekunden geht als Delta T in die Berechnung der Finsternisse ein, kann aber für die Zukunft nur durch Rechenmodelle abgeschätzt werden. Für Finsternisse, die mehr als einige Jahrzehnte in der Zukunft liegen, kann das Delta T je nach Modell bis zu mehreren Minuten differieren. Da sich die Erdoberfläche am Äquator in einer Minute um 27,8 km fortbewegt, verschiebt sich die Position des Erdschattens, bezogen auf einen bezeichneten Ort auf der Erdoberfläche, entsprechend. Das gilt natürlich auch für Finsternisse in der Vergangenheit, hier wird allerdings die Differenz zwischen berechnetem und berichtetem Ort der Finsternis zur Rekonstruktion des Delta T in der Vergangenheit verwendet.

## Zugehörigkeit zu einem Finsternis-Zyklus
In einem Kanon der Finsternisse werden alle Finsternisse nacheinander aufgelistet. Im Mittel folgen neun Finsternisse aufeinander im Abstand von sechs Lunationen und bilden so den Semester-Zyklus. Der vorherige und der nachfolgende Semester-Zyklus haben entweder einen Abstand von fünf Lunationen oder sie überschneiden Anfang bzw. Ende des betrachteten. Selten sind dabei Semester-Zyklen über zwei Finsternisse verschachtelt. Durch besondere Auswahl von Ereignissen lassen sich Finsterniszyklen mit noch höherer Zahl an Finsternissen bei größerem zeitlichem Abstand angeben, wobei sich die jeweiligen Finsternisereignisse in solchen Zyklen umso mehr ähneln, je länger deren Periode wird. Ein besonderer Zyklus ist der Saroszyklus; die Finsternisse eines solchen Zyklus sind sich überaus ähnlich, da Erde und Mond sich jeweils auf nahezu der gleichen Stelle ihrer Umlaufbahn befinden.

## Phänomene während einer totalen Sonnenfinsternis
Eine totale Sonnenfinsternis zählt zu den eindrucksvollsten Naturerscheinungen. Beobachten lassen sich mehrere faszinierende Phänomene.

### Helligkeitsänderung

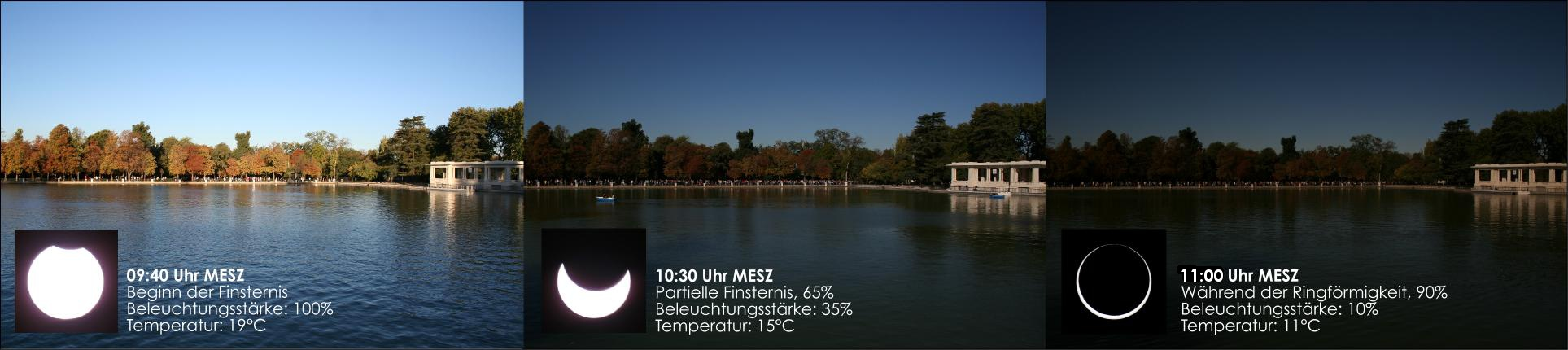
Änderung der Helligkeit

Die Beleuchtungsstärke nimmt auf etwa 1/10.000 bis 1/100.000 der normalen Sonnenscheinhelligkeit ab. Das ist etwa die 50- bis 5-fache Helligkeit einer Vollmondnacht. Der Tag wird damit fast zur Nacht.
Die schnellste relative Helligkeitsänderung findet dabei kurz (in der letzten Sekunde) vor und nach der Totalitätsphase statt und entspricht auch der empfundenen Helligkeitsänderung.

### Lichtveränderung

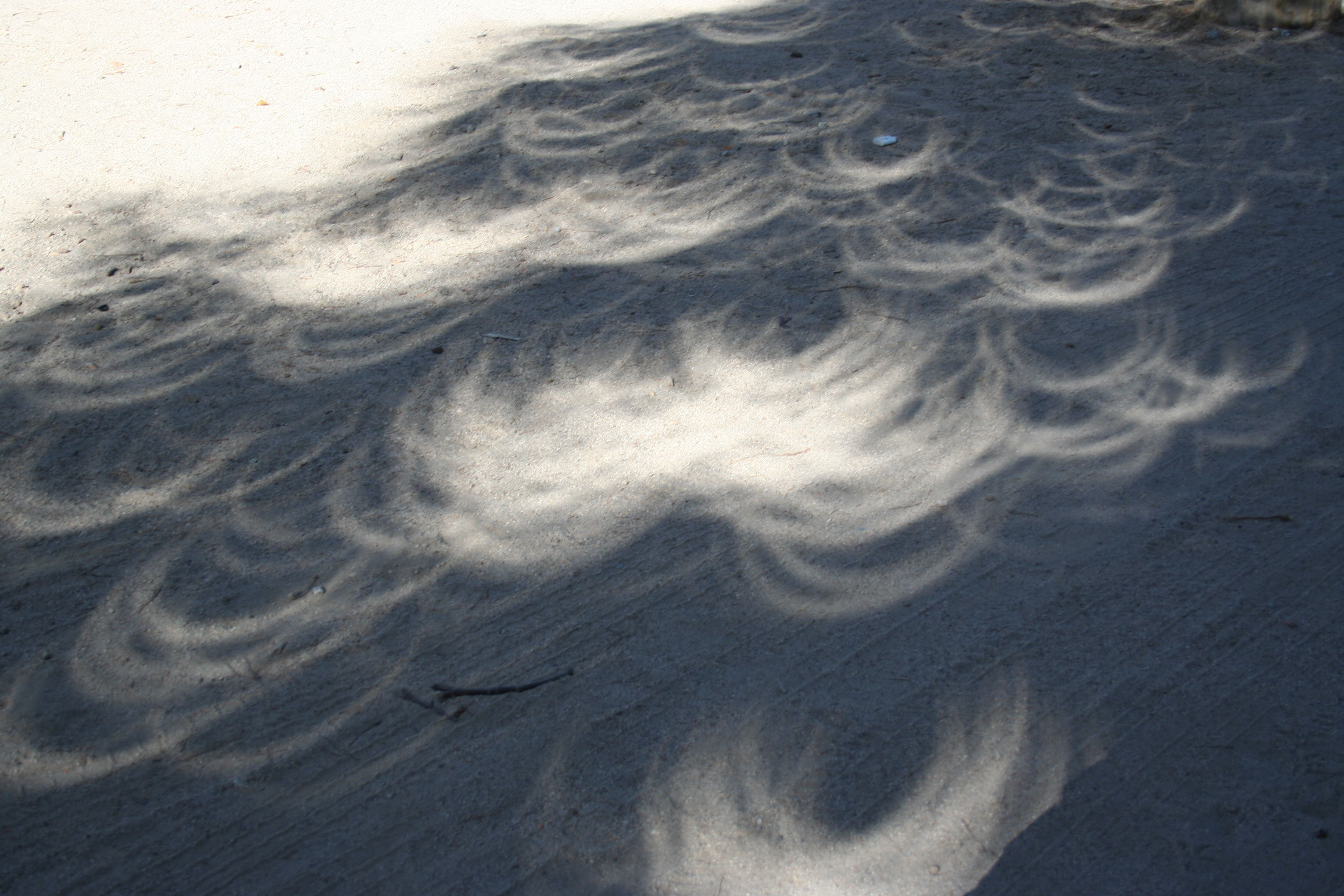
Lichtkringel durch das Blätterwerk eines Baumes

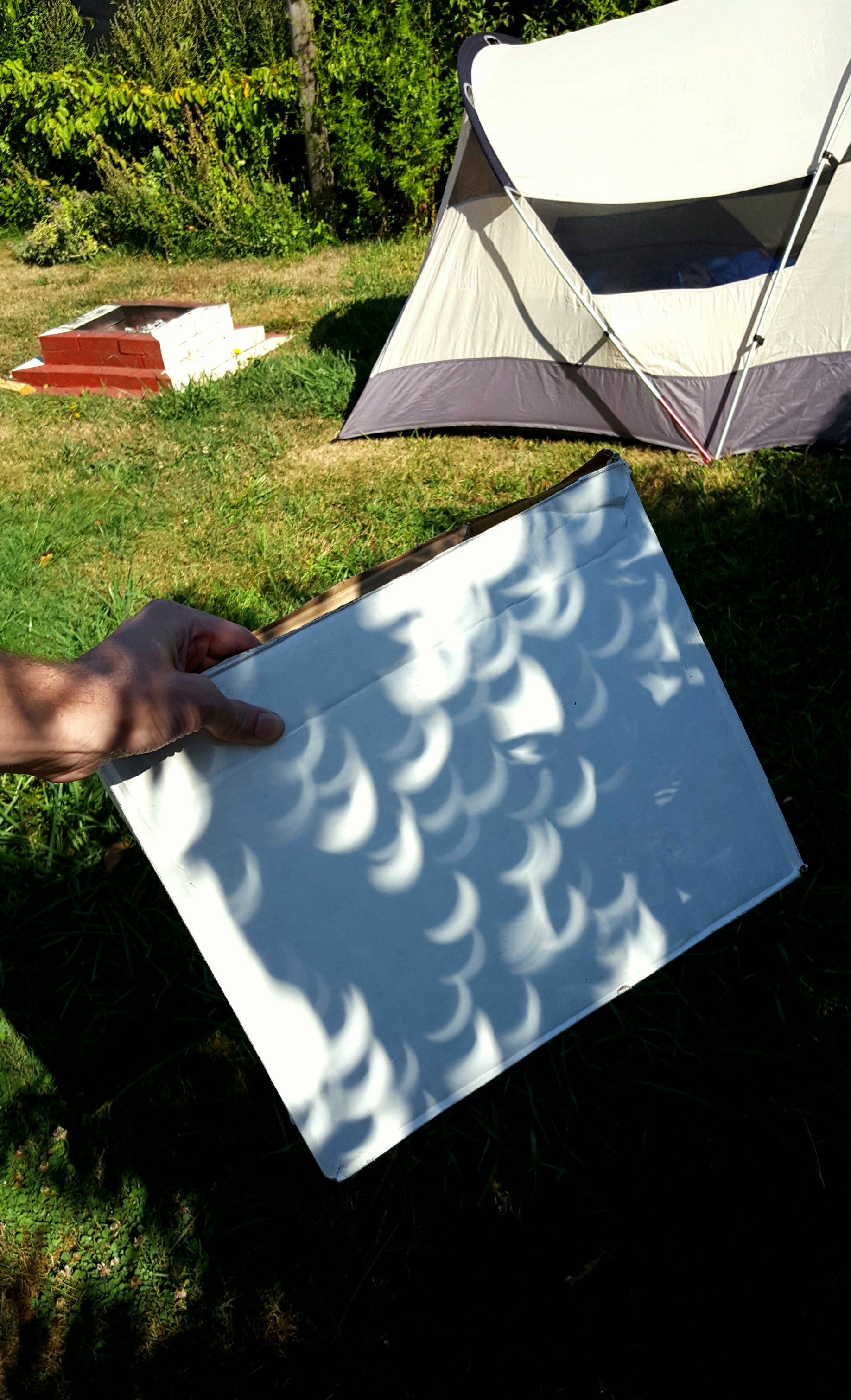
Sonnensichelchen durch das Blätterwerk eines Baumes

Schon während der partiellen Phase nimmt das Licht eine bleifarbene Tönung an. Schatten werden konturreicher, und im Schatten von Bäumen und Sträuchern bilden sich durch den sogenannten „Lochblenden-Effekt“ (Camera obscura) hundertfach Sonnensichelchen und Lichtkringel auf dem Boden. Bei erreichter Totalität ist der Horizont orangegelb bis rötlich gefärbt, während der Kernschatten den Himmel in Zenitnähe tief dunkelblau erscheinen lässt.

### Fliegende Schatten

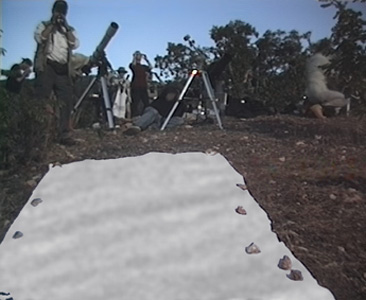
Fliegende Schatten

Bei schmaler Sonnensichel – etwa je eine Minute vor dem 2. Kontakt und nach dem 3. Kontakt – können fliegende Schatten auftreten. Es handelt sich dabei um ein Szintillations-Phänomen. Die Erde wird aufgrund von Brechungs-Unterschieden in der Luft nicht gleichmäßig beleuchtet, so dass sich bei einer sehr schmalen Sonnensichel auf dem Boden erkennbare Streifenmuster bilden, die sich analog zur Bewegung in der Luft bewegen. Bei einer breiten Sonnensichel oder außerhalb einer Finsternis sinkt der Kontrast durch Überlagerung unterschiedlicher Phasen unter die Wahrnehmungs- und Nachweisgrenze. Der Begriff fliegende Schatten ist also sachlich nicht ganz richtig, auch nicht der englische Begriff shadow bands.

### Diamantring- oder Perlschnur-Effekt

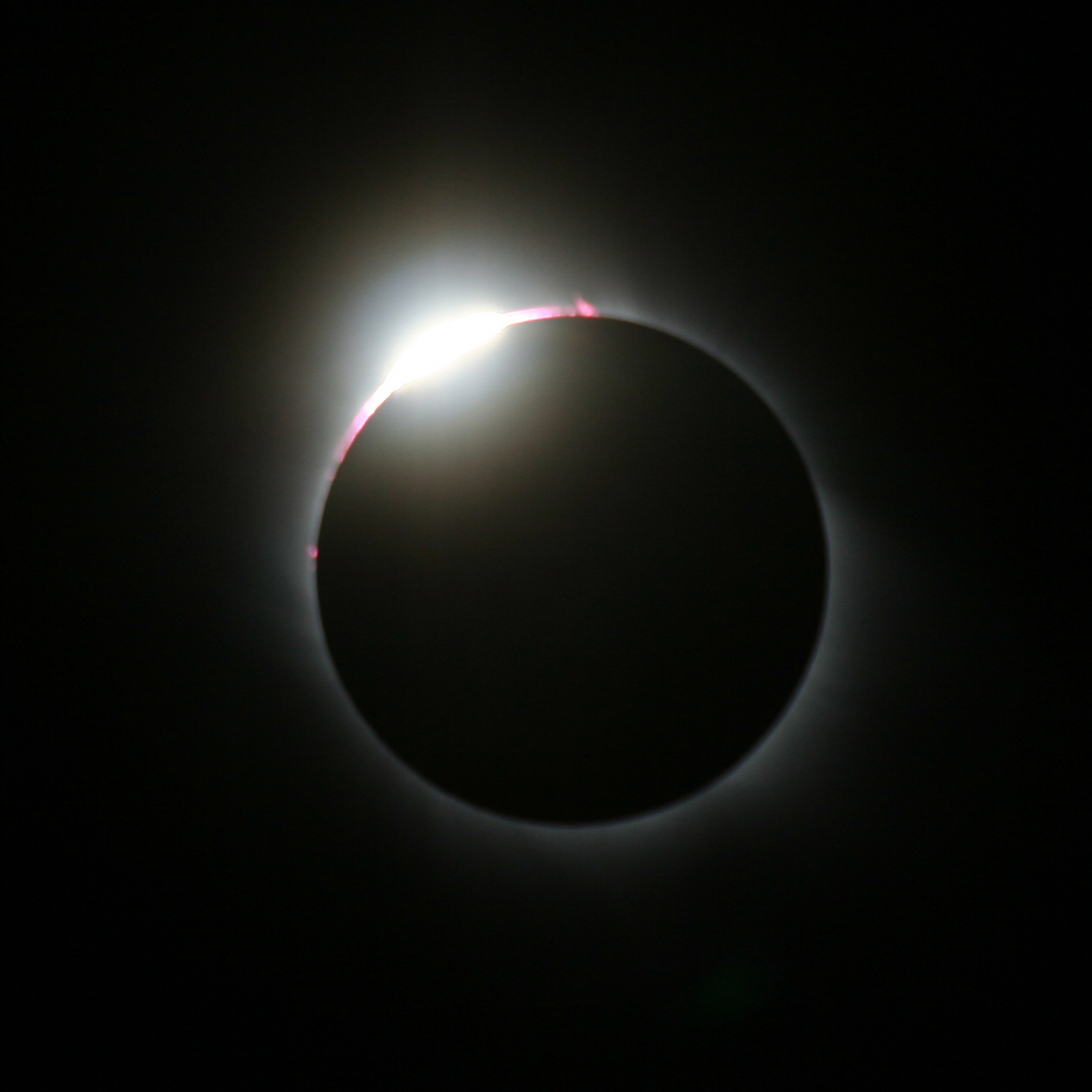
Diamantringeffekt bei der Finsternis am 29. März 2006

In den Momenten des 2. und 3. Kontaktes scheinen die letzten beziehungsweise die ersten Sonnenstrahlen durch die Täler der gebirgigen Mond-Silhouette und verursachen den Eindruck eines Diamantrings oder einer Perlschnur. Im Englischen heißt dieser Effekt Baily’s beads nach dem britischen Astronomen Francis Baily.

### Sonnenkorona und Protuberanzen
Zwischen 2. und 3. Kontakt leuchtet die Sonnenkorona um die dunkle Mondscheibe. Je nach Sonnenaktivität erscheint die Form der Korona eher gleichmäßig (Maximum) oder länglich (Minimum). Über dem Mondrand können während der totalen Phase auch rötliche Protuberanzen gesehen werden.
Bei der Beobachtung einer ringförmigen Sonnenfinsternis bleibt die Sichtbarkeit der Sonnenkorona aus. Das Perlschnurphänomen kann aber beim 2. und 3. Kontakt gesehen werden.
Die wissenschaftliche Beobachtung der Sonne erstreckt sich von der Photosphäre (kurz vor dem 2. Kontakt und kurz und nach dem 3. Kontakt), über die schmale Chromosphäre (in den Momenten des 2. und 3. Kontaktes) bis zur ausgedehnten Korona und den Protuberanzen (zwischen 2. und 3. Kontakt).

### Sichtbarkeit von Planeten und Sternen
Um die verfinsterte Sonne herum können die hellsten Planeten und Fixsterne gesehen werden.

### Temperaturabfall
Oft fällt die Temperatur während einer totalen Sonnenfinsternis um mehrere Grad. Auch Tiere und Pflanzen reagieren auf die Dunkelheit und den Temperaturabfall. Vögel verstummen und nahezu alle tagaktiven Tiere suchen ihre Verstecke auf, während Fledermäuse und andere nachtaktive Tiere ihre Verstecke verlassen. Blumen schließen ihre Blüten.

## Betrachtung einer Sonnenfinsternis
Bei der Beobachtung einer Sonnenfinsternis ist, wie generell bei der Sonnenbeobachtung, große Vorsicht geboten, da gravierende Augenschäden bis hin zur Erblindung die Folge sein können, wenn man direkt in die Sonne schaut. Für die direkte Beobachtung sind Sonnenfinsternisbrillen erforderlich, beim Blick durch ein Fernglas oder Teleskop sind stärkere Filter nötig. Nur während der kurzen Zeitspanne einer Totalitätsphase können die Sonnenschutzbrillen abgenommen und die Sonnenfilter von optischen Geräten entfernt werden. Eine ringförmige oder partielle Finsternis aber muss durchgehend mit Lichtfilterung beobachtet werden.
Dagegen ist die indirekte Beobachtung des projizierten Abbildes der Sonnenscheibe auch mit ungeschütztem Auge möglich. Im einfachsten Fall reicht ein stopfnadelgroßes Loch in einer Postkarte, durch das die Lichtfigur schattenumrissen auf einen Hintergrund geworfen wird, ähnlich einer Camera obscura.

## Emotionales Erlebnis
Eine totale Sonnenfinsternis bleibt für viele, die sie erleben, ein lange im Gedächtnis haftendes Ereignis. Es sind viele sonst völlig ungewohnte Phänomene, welche dazu beitragen: vor allem die besonderen Lichtverhältnisse und ihr plötzliches Eintreten, die still werdende Natur, der aufkommende Wind und (falls sichtbar) der fliegende Schatten oder die Sichtbarkeit heller Sterne. Weil totale Finsternisse selten und nur auf der schmalen Zentralzone zu beobachten sind, bleiben meist auch die Anreise zu diesem Ereignis und allfällige Vorbereitungen in der Erinnerung.
Das emotionale Erleben beschrieb der österreichische Dichter Adalbert Stifter anlässlich der Sonnenfinsternis, die er am Morgen des 8. Juli 1842 in Wien beobachtet hatte. Aus seiner sechsseitigen Schilderung werden hier Auszüge präsentiert:

„Da ich wußte, um soundso viel Uhr trete der Mond unter der Sonne weg […] und wegen der Achsendrehung der Erde einen schwarzen Streifen über ihre Kugel ziehe […], daß eine schwarze Scheibe in die Sonne zu rücken scheint, von ihr immer mehr und mehr wegnimmt, bis nur eine schmale Sichel übrigbleibt, und endlich auch die verschwindet […] Aber, da sie [die totale Finsternis] nun wirklich eintraf, da ich auf einer Warte hoch über der ganzen Stadt stand und die Erscheinung mit eigenen Augen anblickte, da geschahen freilich ganz andere Dinge, an die ich weder wachend noch träumend gedacht hatte, an die keiner denkt, der das Wunder nicht gesehen.
Nie und nie in meinem ganzen Leben war ich so erschüttert, wie in diesen zwei Minuten, es war nicht anders, als hätte Gott auf einmal ein deutliches Wort gesprochen und ich hätte es verstanden. Ich stieg von der Warte herab, wie vor tausend und tausend Jahren etwa Moses von dem brennenden Berge herabgestiegen sein mochte, verwirrten und betäubten Herzens […] Endlich zur vorausgesagten Minute – empfing sie den sanften Todeskuß, ein feiner Streifen ihres Lichtes wich vor dem Hauche dieses Kusses zurück, der andere Rand wallte in dem Glase des Sternenrohres zart und golden fort – ‚es kommt‘, riefen nun auch die, welche bloß mit dämpfenden Gläsern, aber sonst mit freien Augen hinaufschauten […] Die erste, seltsame, fremde Empfindung rieselte nun durch die Herzen […]
Man wende nicht ein, die Sache sei ja natürlich und aus den Bewegungsgesetzen der Körper leicht zu berechnen; die wunderbare Magie des Schönen, die Gott den Dingen mitgab, frägt nichts nach solchen Rechnungen, sie ist da, weil sie da ist […] Schon in dem ungeheuern Raume des Himmels wohnt das Erhabene, das unsere Seele überwältigt, und doch ist dieser Raum in der Mathematik sonst nichts als groß. […]
Endlich wurden auch auf Erden die Wirkungen sichtbar und immer mehr, je schmäler die am Himmel glühende Sichel wurde; der Fluß schimmerte nicht mehr, sondern war ein taftgraues Band, matte Schatten lagen umher, die Schwalben wurden unruhig, der schöne sanfte Glanz des Himmels [wurde zum] bleischweren Licht […] – erschütternd war dieses allmähliche Sterben mitten in der noch vor wenigen Minuten herrschenden Frische des Morgens.
Wir hatten uns das Eindämmern wie etwa ein Abendwerden vorgestellt, nur ohne Abendröte; […] aber es war ein ganz anderes, es war ein lastend unheimliches Entfremden unserer Natur; gegen Südost lag eine fremde, gelbrote Finsternis […] Einen Blick tat ich noch in das Sternrohr, er war der letzte; so schmal wie mit der Schneide eines Federmessers in das Dunkel geritzt, stand nur mehr die glühende Sichel da […] wie der letzte Funke eines erlöschenden Dochtes schmolz eben auch der letzte Sonnenfunken weg, wahrscheinlich durch die Schlucht zwischen zwei Mondbergen zurück – es war ein überaus trauriger Augenblick. Das hatte keiner geahnet – ein einstimmiges ‚Ah‘ aus aller Munde, und dann Totenstille, es war der Moment, da Gott redete und die Menschen horchten.“

## Häufigkeit von Sonnenfinsternissen
Jedes Jahr finden mindestens zwei und maximal fünf Sonnenfinsternisse statt. Der langjährige Durchschnitt liegt bei 2,38. Zwischen 2000 und 2100 finden 224 Sonnenfinsternisse statt, zu etwa je einem Drittel total, ringförmig und partiell. Siehe die Liste der Sonnenfinsternisse des 21. Jahrhunderts.
An einem bestimmten Ort

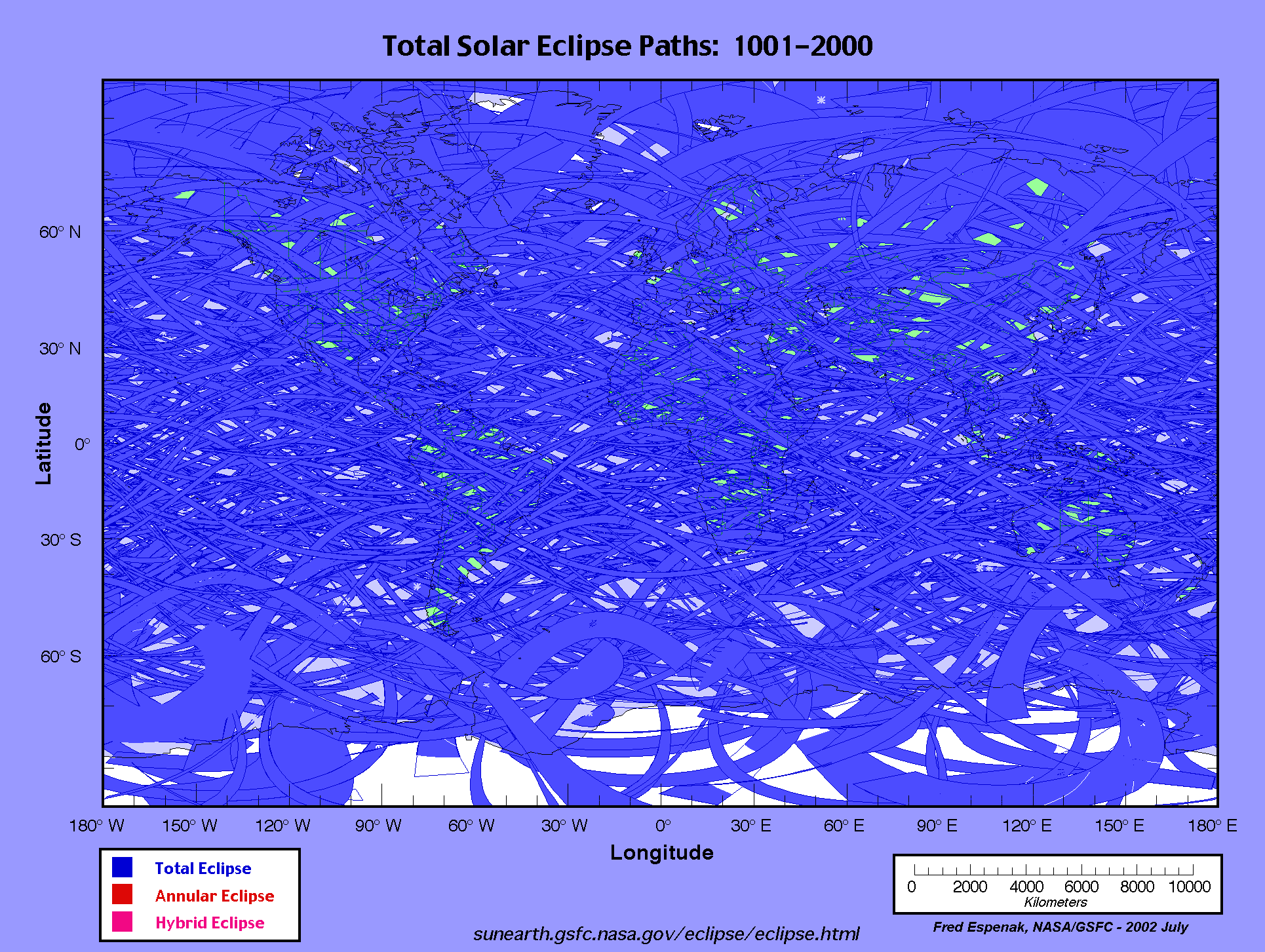
Die Streifen aller totalen Sonnenfinsternisse in tausend Jahren bedecken noch nicht die gesamte Erdoberfläche.

Im Schnitt kann nur etwa alle 375 Jahre über einem bestimmten Ort mit einer totalen Sonnenfinsternis gerechnet werden. Zählt man die ringförmigen hinzu, sind es 140 Jahre. Grund dafür ist, dass der Streifen, in dem eine zentrale Sonnenfinsternis (total und ringförmig) stattfindet, sehr schmal ist. In der Schweiz fand die letzte totale Sonnenfinsternis am 22. Mai 1724 statt. In Österreich gab es zwischen dem 8. Juli 1842 und in Deutschland zwischen dem 19. August 1887 und dem 11. August 1999 keine totale Finsternis. Deutschland, die Schweiz und Österreich werden erst wieder am 3. September 2081 von einer totalen Finsternis getroffen.
Abweichend von der oben erwähnten durchschnittlichen Häufigkeit von totalen und ringförmigen Sonnenfinsternissen ist es durchaus möglich, dass Orte wesentlich kürzer auf eine zentrale Sonnenfinsternis warten müssen. So waren zum Beispiel in einem Gebiet östlich von Ankara (Türkei) die totale Finsternis vom 11. August 1999 und die vom 29. März 2006 innerhalb von nur sieben Jahren zu sehen. Noch kürzer, nämlich nur 18 Monate, mussten die Bewohner eines kleinen Gebietes von Angola südlich der Hafenstadt Sumbe warten: totale Finsternisse am 21. Juni 2001 und am 4. Dezember 2002. Auch der Schweiz, Teilen Süddeutschlands und Teilen Österreichs steht ein so kurzes Intervall bevor: totale Finsternis am 3. September 2081, ringförmige Finsternis am 27. Februar 2082 gegen Abend.
Andererseits gibt es Orte, in denen über einen Zeitraum von mehr als vier Jahrtausenden keine totale Sonnenfinsternis eintritt.
1. ↑  Der Totalitätspfad der Sonnenfinsternis vom 8. Juli 1842 streifte den Süden der Schweizer Kantone Tessin und Graubünden. Die Totalität dauerte dort mehr als 1 Minute. Die Zentrallinie lag allerdings weit außerhalb der Schweiz.

## Sonnenfinsternisse und Raumfahrt

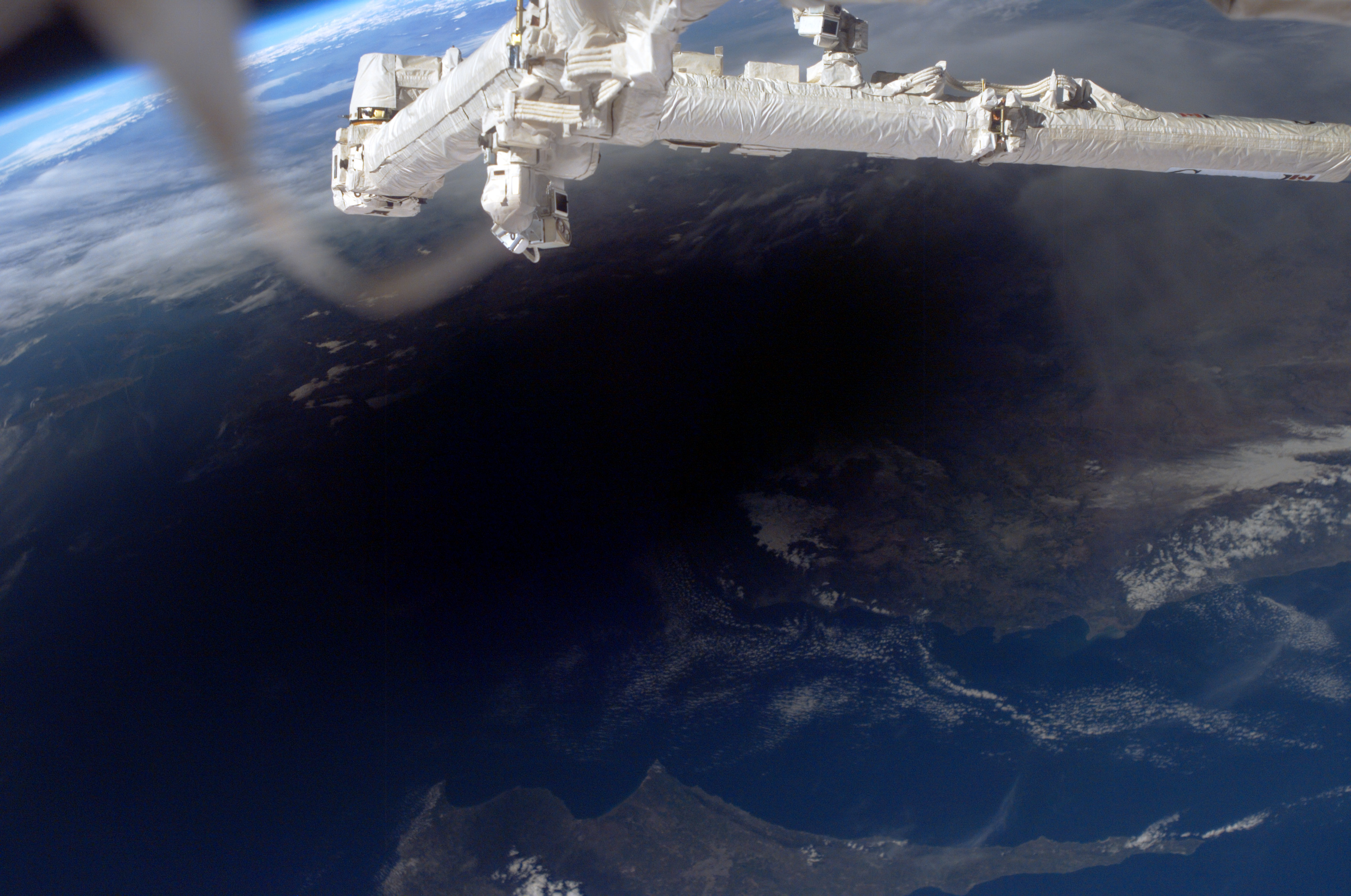
Der Mondschatten auf der Erde während der Sonnenfinsternis vom 29. März 2006 von der ISS aus gesehen.

Vor der Raumfahrt waren die Sonnenphysiker auf die raren Sonnenfinsternisse zur Untersuchung der meisten Eigenschaften der Sonne angewiesen. Im Weltraum ist es relativ einfach, jederzeit eine „Sonnenfinsternis“ zu simulieren. Die Sonnenscheibe wird durch eine passend große Blende in entsprechendem Abstand abgedeckt, um beispielsweise die Korona zu fotografieren und zu untersuchen. Das ist auf der Erde wegen des Streulichts der Erdatmosphäre nicht möglich. Allerdings kann mit Blende im Weltraum die innere Korona wegen zu großer Helligkeit nicht untersucht werden, was bei einer Sonnenfinsternis auf der Erde möglich ist. Solche Simulationen werden beispielsweise mit dem Beobachtungsinstrument LASCO an Bord der Raumsonde SOHO vorgenommen.
Die Raumfahrt spielt aber auch eine Rolle bei der Verfolgung einer Sonnenfinsternis auf der Erde. Die erste dokumentierte Beobachtung einer irdischen Sonnenfinsternis aus dem All stammt von Gemini 12: totale Sonnenfinsternis am 12. November 1966. Aufnahmen des sich über die Erde bewegenden Schattens wurden auch von der Mir gemacht, die Bilder vom 11. August 1999 gehören zu den letzten Aufnahmen vor der Ausmusterung der Station. Während der totalen Sonnenfinsternis vom 29. März 2006 kam die Internationale Raumstation (ISS) dem Kernschatten des Mondes nahe, wobei einige Aufnahmen entstanden. Umgekehrt sah man von einigen Erd-Orten aus die ISS vor der teilweise verfinsterten Sonne vorbeiziehen.

## Aktuelle Sonnenfinsternisse
Die letzten drei totalen Sonnenfinsternisse fanden am 2. Juli 2019, am 14. Dezember 2020 und am 8. April 2024 statt, die beiden älteren waren in und um Südamerika, die jüngste um Nordamerika zu sehen.
Die letzte in Mitteleuropa sichtbare Sonnenfinsternis war die partielle Sonnenfinsternis vom 29. März 2025. Im deutschsprachigen Raum war sie von ca. 11:20 bis 13:10 MEZ zu sehen mit einem Maximum zwischen 12:05 und 12:20 MEZ mit bis zu 25 Prozent Bedeckung der Sonne, am größten im Norden (Sylt 25 %, Hamburg 21 %), am kleinsten im Südosten (Wien 6 %).
Führungen zu Sonnenfinsternissen gibt es bei vielen Astrovereinen und Volkssternwarten. Im Gegensatz zu Mondfinsternissen kommen verschiedenste Methoden in Betracht: freiäugig mit Sonnenfinsternisbrille (Sonnenbrille genügt nicht!), mit Lochkamera oder mit einem kleinen Hohlspiegel. Genauer mit Selbstbau-Projektor (zum Beispiel Kartonbausätze) oder durch Okular-Projektion mit Feldstecher bzw. mit Fernrohr. Besonders interessant ist es, wenn der Mondrand nahe an einem Sonnenfleck vorbeizieht.
Daten aller Sonnenfinsternisse des 20. und 21. Jahrhunderts sind in den Listen von Sonnenfinsternissen angegeben.

## Historisch bedeutsame Sonnenfinsternisse
Die folgenden Sonnenfinsternisse haben besondere wissenschaftliche oder sonstige historische Bedeutung erlangt.
- Sonnenfinsternis vom 28. Mai 585 v. Chr.: Diese Finsternis könnte von Thales vorhergesagt worden sein; somit wäre sie die erste gewesen, für die Ort und Zeitpunkt vorhergesagt wurde. Außerdem ist für diese Finsternis überliefert, sie sei der Anlass für das Ende des Krieges zwischen den Lydern und den Medern gewesen.
- 3. Mai 1715: Die Schattenbahn dieser Sonnenfinsternis über Südengland wurde von Edmond Halley vorhergesagt und die Finsternis war damit vermutlich die erste, für die eine solche Berechnung versucht wurde.[27]
- 8. Juli 1842: Diese totale Finsternis ist vor allem wegen der umfassenden und sehr emotionalen Schilderung von Adalbert Stifter bekannt. Zur Beschreibung des bewegenden Ereignisses hat auch der Astronom Karl Ludwig von Littrow beigetragen.[28]
- 29. Mai 1919: Während dieser Finsternis wurde die von der Allgemeinen Relativitätstheorie vorausgesagte gravitative Ablenkung des Lichts überprüft und bestätigt.
- 11. August 1999: Die letzte totale Sonnenfinsternis des zweiten Jahrtausends war zugleich die Sonnenfinsternis, die von mehr Menschen beobachtet wurde als jede andere Sonnenfinsternis der Weltgeschichte.[29]

## Sonnenfinsternisse bei anderen Planeten

Partielle Sonnenfinsternis durch Phobos, beobachtet von Opportunity auf der Marsoberfläche

Finsternisse sind kein alleiniges Merkmal des Erde-Mond-Systems, sondern treten bei allen Planeten mit Monden auf, sowohl als Sonnenfinsternisse wie auch als Mondfinsternisse. Auf keinem anderen Planeten unseres Sonnensystems aber ist die Konstellation so gegeben wie auf der Erde, wo die scheinbaren Durchmesser von Sonne und Mond fast gleich groß sind.
Auf dem Jupiter werden die Sonnenfinsternisse von dessen vier großen Monden hervorgerufen. Da sich diese nahezu in der Bahnebene des Jupiters um die Sonne befinden, sind Sonnenfinsternisse auf Jupiters Wolkenschichten fast alltäglich. Der Schatten, den diese Monde auf ihren Planeten werfen, kann bereits mit kleineren Teleskopen beobachtet werden.
Bei den weiteren äußeren Planeten sind Sonnenfinsternisse schwer zu beobachten und auch sehr selten, da deren Äquatorebene, in der die Monde umlaufen, zur Bahnebene des Planeten stark geneigt ist und die Umlaufzeiten um die Sonne sehr lang sind. Die Finsternisse, die die beiden kleinen Monde des Mars verursachen, kann man eher als Transit bezeichnen, sie verursachen auf dem Mars keinen messbaren Helligkeitsabfall.

## Sonnenfinsternis im Film
Eine totale Sonnenfinsternis spielt in dem Sozialdrama Dolores mit Schauspielerin Kathy Bates von Regisseur Taylor Hackford von 1995 eine zentrale Rolle. Auch im Film Apocalypto von 2006, der in Yukatan kurz vor der Eroberung durch die Spanier spielt, ist eine Sonnenfinsternis zentral für die Handlung.